# Lowell (miasto)
Lowell – miasto w Stanach Zjednoczonych, w stanie Wisconsin, w hrabstwie Dodge.